# Grigorij Rakitow
Grigorij Dawidowicz Rakitow (Rabinowicz) (ros. Григо́рий Дави́дович Раки́тов (Рабинович), ur. 24 lutego 1894 w Bryczanach w guberni besarabskiej, zm. 30 października 1937) – radziecki polityk, działacz partyjny.
Studiował na Uniwersytecie Odeskim, członek Bundu, a od 1913 SDPRR(b), podczas I wojny światowej służył w rosyjskiej armii. W 1918 był członkiem podziemnej organizacji komunistycznej "Spartak" w Odessie, następnie żołnierzem Armii Czerwonej, od 21 stycznia do 5 kwietnia 1920 p.o. komisarza wojskowego 45 Dywizji Piechoty (14, później 12 Armii), 1921-1924 działał w Podolsku i Charkowie, 1924-1926 był sekretarzem odpowiedzialny gubernialnego/okręgowego komitetu KP(b)U w Połtawie. Od 12 grudnia 1925 do 20 listopada 1927 zastępca członka KC KP(b)U, od stycznia 1926 do 1929 sekretarz odpowiedzialny gubernialnego komitetu WKP(b) w Kałudze, od 1929 kierownik Wydziału Organizacyjnego Zachodniego Komitetu Okręgowego WKP(b), później do marca 1933 II sekretarz tego komitetu. Od 28 lutego 1933 do 24 maja 1937 przewodniczący Komitetu Wykonawczego Zachodniej Rady Obwodowej, od maja do lipca 1937 p.o. przewodniczącego Komitetu Wykonawczego Kurskiej Rady Obwodowej. 20 grudnia 1935 odznaczony Orderem Lenina.
3 lipca 1937 aresztowany, 29 października 1937 skazany na śmierć przez Wojskowe Kolegium Sądu Najwyższego ZSRR "za przynależność do antysowieckiej organizacji terrorystycznej", następnie rozstrzelany. 25 sierpnia 1956 pośmiertnie zrehabilitowany.